# Monción
Monción è un comune della Repubblica Dominicana di 11.663 abitanti, situato nella Provincia di Santiago Rodríguez.